# Rue Charles-Moureu
Ne doit pas être confondu avec Rue Charles-Lamoureux.
La rue Charles-Moureu est une voie du 13e arrondissement de Paris située dans le quartier de la Gare.

## Situation et accès
La rue Charles Moureu débute au 98, rue de Tolbiac et se termine avenue Edison. Elle est principalement piétonne et sa traversée est conditionnée aux horaires du stade Charles-Moureu.
Elle est desservie par les lignes 5, 6, 7 et 14 aux stations Tolbiac, Place d'Italie et Olympiades.

## Origine du nom
Elle rend hommage au pharmacien et chimiste Charles Moureu (1863-1929).

## Historique
Cette ancienne voie de la commune d'Ivry-sur-Seine, qui allait à Gentilly, est créée en 1857. Elle s'appelait alors pour une partie « rue de Tripière » et pour une autre partie « sentier de Tripière », du nom d'un lieu-dit.
En 1877, le voisinage d'un ancien gazomètre (usine à gaz d'Ivry), situé à l'emplacement de l'actuel square de Choisy, lui a fait donner le nom de « rue du Gaz »,.
En 1927, elle prend le nom de « rue de Gentilly », en raison de la proximité de la commune de Gentilly.
En 1950, le tronçon situé entre la rue de Tolbiac et la rue George-Eastman et l'avenue Edison est détaché et prend le nom de « rue Charles-Moureu »,.
En 2025, la rue connaît une métamorphose urbaine ; elle est partiellement piétonisée et intégrée au stade Charles-Moureu, le reliant ainsi au parc de Choisy.

## Bâtiments remarquables et lieux de mémoire
- Au no 1 se trouve le lycée Claude-Monet, créé à la fin des années 1930, et complété en 1955.
- Au no 42, plaque mentionnant l’ancien nom de la rue : « rue de Gentilly ».
- Le parc de Choisy.
- Le stade Charles-Moureu
- Au croisement avec l'avenue Edison, centre de santé.